# Mychajło Kononenko
Mychajło Mychajłowycz Kononenko (ukr. Михайло Михайлович Кононенко, ur. 30 października 1987 w Czernihowie) – ukraiński kolarz szosowy.

## Osiągnięcia
Opracowano na podstawie:

2008
- 1. miejsce w Mainfranken Tour

2010
- 1. miejsce na 5. etapie Grand Prix of Adygeya

2011
- 2. miejsce w Grand Prix of Donetsk
- 1. miejsce na 5. etapie Okolo Slovenska

2012
- 1. miejsce na 4. etapie Grand Prix of Sochi
- 2. miejsce w mistrzostwach Ukrainy (jazda indywidualna na czas)

2013
- 2. miejsce w Grand Prix of Donetsk
- 3. miejsce w Race Horizon Park 1
- 1. miejsce w Race Horizon Park 2
- 3. miejsce w mistrzostwach Ukrainy (jazda indywidualna na czas)
- 2. miejsce w Dookoła Rumunii
  - 1. miejsce w prologu
- 3. miejsce w Dookoła Bułgarii

2014
- 2. miejsce w mistrzostwach Ukrainy (jazda indywidualna na czas)
- 1. miejsce w Tour of Qinghai Lake
  - 1. miejsce w klasyfikacji punktowej
  - 1. miejsce na 3. etapie
- 3. miejsce w Memoriale Henryka Łasaka
- 3. miejsce w Baltic Chain Tour
  - 1. miejsce na 1. i 3. etapie

2015
- 3. miejsce w Tour of Mersin
  - 1. miejsce na 3. etapie
- 1. miejsce w Memorial of Oleg Dyachenko
- 1. miejsce na 2. etapie Five Rings of Moscow
- 3. miejsce w Horizon Park Race Maidan
- 1. miejsce w Horizon Park Classic
- 1. miejsce w mistrzostwach Ukrainy (start wspólny)

2016
- 1. miejsce w Memoriale Romana Siemińskiego
- 1. miejsce w Horizon Park Classic
- 1. miejsce na etapie 2a Tour of Ukraine (jazda drużynowa na czas)
- 2. miejsce w Tour de Ribas

2017
- 3. miejsce w Tour d’Azerbaïdjan
- 1. miejsce na 2. etapie Tour of Ukraine (jazda drużynowa na czas)
- 1. miejsce w Horizon Park Race for Peace
- 1. miejsce na 7. etapie Tour of Qinghai Lake
- 1. miejsce w Odessa Grand Prix
- 1. miejsce na 1. etapie Tour of Fuzhou

2018
- 2. miejsce w mistrzostwach Ukrainy (jazda indywidualna na czas)
- 3. miejsce w Tour of Xingtai
- 1. miejsce na 4. etapie Tour of Fuzhou
- 3. miejsce w Grand Prix Justiniano Hotels
- 3. miejsce w mistrzostwach Ukrainy (start wspólny)
- 3. miejsce w Tour of Xingtai
- 1. miejsce na 6. etapie Tour of China I
- 2. miejsce w Tour of Quanzhou Bay
  - 1. miejsce na 1. etapie

2020
- 1. miejsce w mistrzostwach Ukrainy (jazda indywidualna na czas)
- 1. miejsce w mistrzostwach Ukrainy (start wspólny)
- 1. miejsce w Grand Prix Cappadocia
- 3. miejsce w Grand Prix Mount Erciyes
- 1. miejsce w Grand Prix Central Anatolia

2021
- 1. miejsce w mistrzostwach Ukrainy (jazda indywidualna na czas)
- 3. miejsce w Kahramanmaraş Grand Prix
- 1. miejsce w Grand Prix Develi

2022
- 2. miejsce w Grand Prix Manavgat Side
- 2. miejsce w Grand Prix Erciyes
- 2. miejsce w Grand Prix Yahyalı
- 2. miejsce w Grand Prix Tomarza
- 1. miejsce w Grand Prix Kapuzbaşı
- 1. miejsce w Tour of Sakarya
  - 1. miejsce na 4. etapie

## Rankingi
| Rok             | 2008 | 2009  | 2010 | 2011 | 2012 | 2013 | 2014 | 2015 | 2016 | 2017 | 2018 | 2019 | 2020 | 2021 | 2022 |
| --------------- | ---- | ----- | ---- | ---- | ---- | ---- | ---- | ---- | ---- | ---- | ---- | ---- | ---- | ---- | ---- |
| World Ranking   |      |       |      |      |      |      |      |      | 222. | 404. | 292. | 460. | 152. | 352. | 287. |
| UCI Europe Tour | 277. | 1201. | 709. | 274. | 250. | 27.  | 105. | 54.  | 218. | 248. | 542. | 358. | 125. | 295. | 231. |
| UCI Asia Tour   | -    | -     | 270. | -    | -    | -    | 12.  | 48.  | 50.  | 274. | 20.  |      |      |      |      |
|                 |      |       |      |      |      |      |      |      |      |      |      |      |      |      |      |
| Źródło: UCI     |      |       |      |      |      |      |      |      |      |      |      |      |      |      |      |